# Monteagudo de las Salinas
Monteagudo de las Salinas és un municipi de la província de Conca, a la comunitat autònoma de Castella-La Manxa.

## Demografia
| 1991 |  | 1996 |  | 2001 |  | 2004 |
| ---- |  | ---- |  | ---- |  | ---- |
| 132  |  | 122  |  | 131  |  | 147  |